# Батецкий район
Бате́цкий район — административно-территориальная единица (район) и муниципальное образование (муниципальный район) в составе Новгородской области России.
Административный центр — посёлок Батецкий.

## География
Площадь — 1591,79 км².
Район расположен на северо-западе Новгородской области. Район граничит на востоке — с Новгородским, на юге — с Шимским муниципальными районами Новгородской области, на северо-западе с Лужским муниципальным районом Ленинградской области.
Основные реки — Луга и Удрайка.

## История
Образованный Постановлением ВЦИК от 1 августа 1927 года, район входил в состав Лужского округа Ленинградской области. В его состав вошли следующие сельсоветы:
- из Лужского уезда Петроградской губернии:
  - из Городенской волости: Глуховский, Городенский, Дубецкий, Дубровский, Латовецкий, Радгостицкий, Русынский, Удрайский
  - из Передольской волости: Войновский, Заупорский, Луженский, Подберёзский, Реченский
- из Самокражской волости Новгородского уезда Новгородской губернии: Гусинский, Куринский, Озеревский, Радольский.

В ноябре 1928 года были упразднены Городенский, Гусинский, Куринский, Латовецкий, Луженский, Озеревский и Реченский с/с. Радгостицкий с/с был переименован в Ясковицкий, Войновский — в Ожогинский, Дубецкий — в Мроткинский, Подберёзский -
в Подгорский.
В 1929 году был упразднён Мроткинский с/с.
В июле 1930 году округа были упразднены и Батецкий район перешёл в прямое подчинение Ленинградской области.
Постановлением ВЦИК от 20 октября 1931 года к Батецкому району был присоединён упразднённый Черновский район Новгородского округа Ленинградской области, с центром в селе Чёрное. В состав Батецкого района вошли Велегощинский, Вольногорский, Воронинский, Заболотский, Заосский, Косицкий, Несужский, Нехинский, Раглицкий, Самокражский, Теребонский, Хрепельский и Черновский с/с. В результате в Батецком районе стало 22 сельсовета, объединявших 188 населённых пунктов, в то время население района было — 32,2 тысячи человек.
1 января 1932 года из Новгородского района в Батецкий был передан Большетеребецкий с/с.
27 марта 1941 года был образован Озеревский с/с.
Территория района была оккупирована фашистскими захватчиками в 1941 году, после освобождения Батецкий район в 1944 году включен в состав образованной в том же году Новгородской области.
3 декабря 1949 года был упразднён Заболотский с/с.
16 июня 1952 года Черновский и Раглицкий с/с были объединены в Борский с/с. Одновременно был упразднён Ожогинский с/с, но 30 июля он был восстановлен.
13 июля 1953 года Хрепельский с/с был переименован в Островский.
8 июня 1954 года сеть сельсоветов Батецкого района была полностью пересмотрена: район стал включать Батецкий, Большетеребецкий, Велегощинский, Вольногорский, Воронинский, Городенский, Некрасовский, Новосельский, Островский, Передольский, Покровский и Раглицкий с/с.
29 августа 1958 года был образован Заупорский с/с, а Передольский с/с был переименован в Ожогинский.
9 апреля 1960 года был упразднён Большетеребецкий с/с.
12 апреля 1961 года Островский с/с был переименован в Мойкинский. 17 августа был упразднён Велегощинский с/с.
С 1962 года по 31 декабря 1965 года, во время неудавшейся всесоюзной реформы по делению на сельские и промышленные районы и парторганизации, в соответствии с решениями ноябрьского (1962 года) пленума ЦК КПСС «о перестройке партийного руководства народным хозяйством», район в числе многих в СССР был временно укрупнён — его территория вошла в состав Новгородского сельского района, территория которого включала территорию прежних Новгородского, Батецкого, Чудовского и Мстинского административных районов, а также Александровский сельсовет прежнего Маловишерского района. Пленум ЦК КПСС, состоявшийся 16 ноября 1964 года восстановил прежний принцип партийного руководства народным хозяйством, после чего Указом Верховного Совета РСФСР от 12 января 1965 года сельские районы были преобразованы в административные районы, а затем решением исполкома Новгородского областного Совета депутатов трудящихся от 31 декабря 1966 года № 706 был восстановлен и Батецкий район из территории девяти сельсоветов Новгородского района и Нежатицкого сельсовета Солецкого района.
В состав восстановленного Батецкого района вошли Батецкий, Вольногорский, Воронинский, Городенский, Мойкинский, Нежатицкий, Некрасовский, Новосельский, Передольский, Покровский и Раглицкий с/с.
28 марта 1977 года был упразднён Раглицкий с/с.
5 мая 1978 года Нежатицкий с/с был переименован в Мелковичский, Новосельский — в Озеревский, Покровский — в Косицкий
Постановлениями Новгородской областной Думы от 26 февраля 1997 года был упразднён Некрасовский сельсовет Батецкого района с передачей его территории в состав Передольского, от 23 июня 2004 года был ликвидирован статус населённых пунктов у деревень: Вяжищи Мелковичского сельсовета, Раглицы Вольногорского сельсовета, Хрипцы Мойкинского сельсовета, а деревне Хочуни на территории Косицкого сельсовета и деревне Лапушицы на территории Мелковичского сельсовета придан статус населённого пункта.

## Население
| 1959   | 1989  | 2002  | 2005  | 2006  | 2007  | 2008  | 2009  | 2010  |
| ------ | ----- | ----- | ----- | ----- | ----- | ----- | ----- | ----- |
| 13 091 | ↘7710 | ↘6996 | ↘6824 | ↘6710 | ↘6601 | ↘6522 | ↘6404 | ↘6335 |
| 2012   | 2013  | 2014  | 2015  | 2016  | 2017  | 2018  | 2019  | 2020  |
| ↘6012  | ↘5832 | ↘5775 | ↘5538 | ↘5522 | ↘5428 | ↘5287 | ↘5073 | ↘5018 |
| 2021   |       |       |       |       |       |       |       |       |
| ↘4823  |       |       |       |       |       |       |       |       |

Национальный состав
По итогам переписи населения 2020 года проживали следующие национальности (национальности менее 0,1 % и другое, см. в сноске к строке «Другие»):
| Национальность | Численность, чел. | Доля     |
| -------------- | ----------------- | -------- |
| Русские        | 4475              | 92,78 %  |
| Азербайджанцы  | 37                | 0,77 %   |
| Украинцы       | 33                | 0,68 %   |
| Табасараны     | 25                | 0,52 %   |
| Таджики        | 18                | 0,37 %   |
| Белорусы       | 17                | 0,35 %   |
| Узбеки         | 14                | 0,29 %   |
| Лезгины        | 7                 | 0,15 %   |
| Молдаване      | 6                 | 0,12 %   |
| Армяне         | 6                 | 0,12 %   |
| Чуваши         | 5                 | 0,10 %   |
| Чеченцы        | 5                 | 0,10 %   |
| Другие         | 175               | 3,65 %   |
| Итого          | 4823              | 100,00 % |

## Административно-муниципальное устройство
В Батецкий район в рамках административно-территориального устройства входят 3 поселения как административно-территориальные единицы области.
В рамках муниципального устройства, одноимённый Батецкий муниципальный район включает 3 муниципальных образования со статусом сельских поселений:
| № | Муниципальное образование       | Административный центр | Количество населённых пунктов | Население (чел.) | Площадь (км²) |
| - | ------------------------------- | ---------------------- | ----------------------------- | ---------------- | ------------- |
| 1 | Батецкое сельское поселение     | посёлок Батецкий       | 53                            | ↘2806            | 552,72        |
| 2 | Мойкинское сельское поселение   | деревня Мойка          | 40                            | ↘1023            | 558,00        |
| 3 | Передольское сельское поселение | деревня Новое Овсино   | 52                            | ↘994             | 481,07        |

Областным законом от 11 ноября 2005 года на территории района было образовано 5 поселений как административно-территориальных единиц области. 1 января 2006 года в рамках муниципального устройства Областным законом от 22 декабря 2004 года N 372-ОЗ на территории муниципального района было образовано 5 сельских поселений как муниципальных образований.
Областным законом от 31 марта 2009 года было упразднено Городенское сельское поселение (поселение), территория которого включена в Батецкое сельское поселение (поселение).
Областным законом от 30 марта 2010 года было упразднено Вольногорское сельское поселение  (поселение), территория которого включена в Мойкинское сельское поселение (поселение).

## Населённые пункты
В Батецком районе 145 населённых пунктов.
| №   | Населённый пункт  | Тип     | Население | Муниципальное образование       |
| --- | ----------------- | ------- | --------- | ------------------------------- |
| 1   | Антипово          | деревня | ↘7        | Батецкое сельское поселение     |
| 2   | Батецкий          | посёлок | ↘2258     | Батецкое сельское поселение     |
| 3   | Батецко           | деревня | 25        | Батецкое сельское поселение     |
| 4   | Бахарино          | деревня | ↘1        | Батецкое сельское поселение     |
| 5   | Белая             | деревня | ↘34       | Батецкое сельское поселение     |
| 6   | Большая Удрая     | деревня | ↘26       | Батецкое сельское поселение     |
| 7   | Большие Селищи    | деревня | 0         | Передольское сельское поселение |
| 8   | Большие Ясковицы  | деревня | ↘42       | Батецкое сельское поселение     |
| 9   | Большое Войново   | деревня | ↘10       | Передольское сельское поселение |
| 10  | Большой Волок     | деревня | ↘14       | Передольское сельское поселение |
| 11  | Большой Латовец   | деревня | ↘20       | Батецкое сельское поселение     |
| 12  | Большой Теребец   | деревня | 6         | Передольское сельское поселение |
| 13  | Бор               | деревня | 15        | Мойкинское сельское поселение   |
| 14  | Бор               | деревня | ↘5        | Передольское сельское поселение |
| 15  | Борки             | деревня | ↘4        | Передольское сельское поселение |
| 16  | Борок             | деревня | 79        | Мойкинское сельское поселение   |
| 17  | Брод              | деревня | ↘9        | Передольское сельское поселение |
| 18  | Будыни            | деревня | 0         | Батецкое сельское поселение     |
| 19  | Велегощи          | деревня | 49        | Мойкинское сельское поселение   |
| 20  | Велеши            | деревня | ↘9        | Батецкое сельское поселение     |
| 21  | Витцы             | деревня | 4         | Мойкинское сельское поселение   |
| 22  | Вольная Горка     | деревня | 374       | Мойкинское сельское поселение   |
| 23  | Вольное Загорье   | деревня | 12        | Мойкинское сельское поселение   |
| 24  | Вольные Кусони    | деревня | 6         | Мойкинское сельское поселение   |
| 25  | Воронино          | деревня | 67        | Мойкинское сельское поселение   |
| 26  | Гастухово         | деревня | 6         | Мойкинское сельское поселение   |
| 27  | Глухово           | деревня | ↘33       | Батецкое сельское поселение     |
| 28  | Глухой Бережок    | деревня | 3         | Передольское сельское поселение |
| 29  | Голешино          | деревня | 2         | Мойкинское сельское поселение   |
| 30  | Горка             | деревня | ↘5        | Батецкое сельское поселение     |
| 31  | Городня           | деревня | ↗273      | Батецкое сельское поселение     |
| 32  | Григорьево        | деревня | 170       | Мойкинское сельское поселение   |
| 33  | Дедино            | деревня | ↘2        | Передольское сельское поселение |
| 34  | Дорогобуж         | деревня | 7         | Мойкинское сельское поселение   |
| 35  | Дрёгла            | деревня | ↘0        | Батецкое сельское поселение     |
| 36  | Дубровка          | деревня | 16        | Мойкинское сельское поселение   |
| 37  | Дубровка          | деревня | ↘65       | Батецкое сельское поселение     |
| 38  | Жегжичино         | деревня | ↘3        | Батецкое сельское поселение     |
| 39  | Жестяная Горка    | деревня | 7         | Мойкинское сельское поселение   |
| 40  | Жили              | деревня | 0         | Батецкое сельское поселение     |
| 41  | Заосье            | деревня | 16        | Мойкинское сельское поселение   |
| 42  | Заполье           | деревня | ↘11       | Передольское сельское поселение |
| 43  | Заполье           | деревня | 7         | Батецкое сельское поселение     |
| 44  | Заречная          | деревня | ↘5        | Передольское сельское поселение |
| 45  | Заупора           | деревня | ↘14       | Передольское сельское поселение |
| 46  | Змеёва Гора       | деревня | 5         | Батецкое сельское поселение     |
| 47  | Ивня              | деревня | ↘9        | Батецкое сельское поселение     |
| 48  | Илемцы            | деревня | 0         | Батецкое сельское поселение     |
| 49  | Корокса           | деревня | ↘3        | Передольское сельское поселение |
| 50  | Косицкое          | деревня | 140       | Передольское сельское поселение |
| 51  | Косово            | деревня | ↘32       | Батецкое сельское поселение     |
| 52  | Кострони          | деревня | ↘15       | Батецкое сельское поселение     |
| 53  | Кочино            | деревня | ↘15       | Батецкое сельское поселение     |
| 54  | Кошельково        | деревня | 1         | Мойкинское сельское поселение   |
| 55  | Красовицы         | деревня | ↘0        | Передольское сельское поселение |
| 56  | Кромы             | деревня | 5         | Мойкинское сельское поселение   |
| 57  | Крючково          | деревня | 10        | Мойкинское сельское поселение   |
| 58  | Курино            | деревня | 8         | Батецкое сельское поселение     |
| 59  | Кчера             | деревня | ↘18       | Передольское сельское поселение |
| 60  | Кшева             | деревня | ↘5        | Передольское сельское поселение |
| 61  | Лапушицы          | деревня | ↘0        | Передольское сельское поселение |
| 62  | Лёжно             | деревня | ↘25       | Передольское сельское поселение |
| 63  | Лихарева Горка    | деревня | ↘2        | Передольское сельское поселение |
| 64  | Лугско            | деревня | 4         | Мойкинское сельское поселение   |
| 65  | Лужки             | деревня | ↘48       | Батецкое сельское поселение     |
| 66  | Любенец           | деревня | 4         | Передольское сельское поселение |
| 67  | Любеховичи        | деревня | ↘6        | Батецкое сельское поселение     |
| 68  | Любино Поле       | деревня | 17        | Передольское сельское поселение |
| 69  | Люболяды          | деревня | 57        | Мойкинское сельское поселение   |
| 70  | Любуницы          | деревня | 20        | Мойкинское сельское поселение   |
| 71  | Малая Удрая       | деревня | ↘5        | Батецкое сельское поселение     |
| 72  | Малые Торошковичи | деревня | ↘4        | Батецкое сельское поселение     |
| 73  | Малые Ясковицы    | деревня | 1         | Батецкое сельское поселение     |
| 74  | Малый Волочёк     | деревня | 19        | Передольское сельское поселение |
| 75  | Малый Латовец     | деревня | ↘20       | Батецкое сельское поселение     |
| 76  | Малый Теребец     | деревня | 0         | Передольское сельское поселение |
| 77  | Марино            | деревня | 2         | Мойкинское сельское поселение   |
| 78  | Мелковичи         | деревня | ↘179      | Передольское сельское поселение |
| 79  | Михайловское      | деревня | 4         | Передольское сельское поселение |
| 80  | Мойка             | деревня | 341       | Мойкинское сельское поселение   |
| 81  | Мокрицы           | деревня | 4         | Мойкинское сельское поселение   |
| 82  | Мроткино          | деревня | ↘27       | Батецкое сельское поселение     |
| 83  | Мыселка           | деревня | 6         | Мойкинское сельское поселение   |
| 84  | Нежатицы          | деревня | ↘14       | Передольское сельское поселение |
| 85  | Некрасово         | деревня | ↘51       | Батецкое сельское поселение     |
| 86  | Несуж             | деревня | 3         | Батецкое сельское поселение     |
| 87  | Нехино            | деревня | 34        | Мойкинское сельское поселение   |
| 88  | Нива              | деревня | 0         | Батецкое сельское поселение     |
| 89  | Новое Овсино      | деревня | ↗350      | Передольское сельское поселение |
| 90  | Новосёлок         | деревня | 2         | Батецкое сельское поселение     |
| 91  | Новые Гусины      | деревня | 0         | Батецкое сельское поселение     |
| 92  | Обколи            | деревня | 14        | Передольское сельское поселение |
| 93  | Огурково          | деревня | 1         | Мойкинское сельское поселение   |
| 94  | Ожогин Волочёк    | деревня | ↘50       | Передольское сельское поселение |
| 95  | Озерёво           | деревня | 47        | Батецкое сельское поселение     |
| 96  | Остров            | деревня | 98        | Мойкинское сельское поселение   |
| 97  | Остров            | деревня | 19        | Передольское сельское поселение |
| 98  | Островищи         | деревня | 3         | Батецкое сельское поселение     |
| 99  | Оттурицы          | деревня | 15        | Передольское сельское поселение |
| 100 | Очно              | деревня | 10        | Мойкинское сельское поселение   |
| 101 | Павшицы           | деревня | ↘10       | Передольское сельское поселение |
| 102 | Передольская      | деревня | 66        | Передольское сельское поселение |
| 103 | Погост-Саблё      | деревня | 8         | Мойкинское сельское поселение   |
| 104 | Подберезье        | деревня | ↘59       | Передольское сельское поселение |
| 105 | Подборовье        | деревня | 18        | Мойкинское сельское поселение   |
| 106 | Подгорье          | деревня | ↘4        | Передольское сельское поселение |
| 107 | Покровка          | деревня | 5         | Передольское сельское поселение |
| 108 | Преображенка      | деревня | 4         | Батецкое сельское поселение     |
| 109 | Пустошки          | деревня | 4         | Передольское сельское поселение |
| 110 | Радгостицы        | деревня | ↘38       | Батецкое сельское поселение     |
| 111 | Раджа             | деревня | 26        | Батецкое сельское поселение     |
| 112 | Радовеж           | деревня | 9         | Передольское сельское поселение |
| 113 | Радоли            | деревня | 12        | Батецкое сельское поселение     |
| 114 | Редбуж            | деревня | ↘10       | Передольское сельское поселение |
| 115 | Речка             | деревня | ↘9        | Передольское сельское поселение |
| 116 | Русыня            | деревня | ↘36       | Батецкое сельское поселение     |
| 117 | Саблё             | деревня | 5         | Мойкинское сельское поселение   |
| 118 | Светлая           | деревня | ↘1        | Передольское сельское поселение |
| 119 | Сельцо            | деревня | 5         | Батецкое сельское поселение     |
| 120 | Середогощ         | деревня | 0         | Мойкинское сельское поселение   |
| 121 | Скачели           | деревня | 47        | Мойкинское сельское поселение   |
| 122 | Смыч              | деревня | 20        | Передольское сельское поселение |
| 123 | Старое Голубково  | деревня | 8         | Передольское сельское поселение |
| 124 | Старые Гусины     | деревня | 22        | Батецкое сельское поселение     |
| 125 | Столбец           | деревня | ↘2        | Передольское сельское поселение |
| 126 | Страшево          | деревня | ↘2        | Передольское сельское поселение |
| 127 | Танина Гора       | деревня | 4         | Передольское сельское поселение |
| 128 | Ташино            | деревня | ↘6        | Батецкое сельское поселение     |
| 129 | Теребеник         | деревня | 6         | Мойкинское сельское поселение   |
| 130 | Теребони          | деревня | 52        | Передольское сельское поселение |
| 131 | Торошино          | деревня | ↘0        | Батецкое сельское поселение     |
| 132 | Торчиново         | деревня | 0         | Мойкинское сельское поселение   |
| 133 | Уномерь           | деревня | 17        | Передольское сельское поселение |
| 134 | Уношковичи        | деревня | ↘5        | Батецкое сельское поселение     |
| 135 | Холохно           | деревня | ↘5        | Батецкое сельское поселение     |
| 136 | Хотобужи          | деревня | 0         | Мойкинское сельское поселение   |
| 137 | Хочени            | деревня | 3         | Батецкое сельское поселение     |
| 138 | Хочуни            | деревня | 2         | Передольское сельское поселение |
| 139 | Хреплё            | деревня | 10        | Мойкинское сельское поселение   |
| 140 | Чёрная            | деревня | ↘98       | Батецкое сельское поселение     |
| 141 | Черновицы         | деревня | ↘0        | Передольское сельское поселение |
| 142 | Чёрное            | деревня | 159       | Мойкинское сельское поселение   |
| 143 | Щепино            | деревня | ↘2        | Передольское сельское поселение |
| 144 | Щепы              | деревня | ↘6        | Батецкое сельское поселение     |
| 145 | Яковлева Горка    | деревня | 37        | Мойкинское сельское поселение   |

## Символика

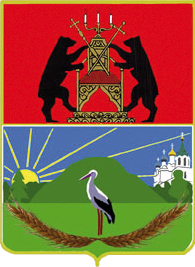
герб Анатолия Тищенко

Герб и флаг района разработан на основе проекта Анатолия Тищенко, работа которого 11 декабря 2009 года была признана победившей на конкурсе проекта герба Батецкого района. Символы утверждены решением Думы Батецкого муниципального района 23 июня 2010 года
В символике района увековечены известные материальные символы района: крупный курган — Шум-гора, а также аист, гнёзда которого украшают многие населённые пункты района.

## Экономика
Исторически сложилось, что в районе наиболее развита сельскохозяйственная отрасль. Ведением сельскохозяйственного производства занимаются 8 сельхозпредприятий и более двух десятков крестьянских фермерских хозяйств.
На протяжении ряда лет район занимает лидирующее место в рейтинге Новгородской области по уровню продуктивности дойного стада. ООО «Передольское» находится на I месте среди хозяйств области по надою на фуражную корову.
Обрабатывающая отрасль промышленности в районе представлена деятельностью малых и средних предприятий. Это предприятия по заготовке и переработке древесины, добыче и розливу воды, добыче песка и гравия, производству пищевых продуктов.
Наибольший удельный вес в структуре отгруженных товаров собственного производства занимает продукция общества с ограниченной ответственностью «МЕДОВЫЙ ДОМ» – предприятия по промышленному розливу мёда. На сегодняшний день предприятие является крупнейшим поставщиком фасованного меда на российском рынке.

## Транспорт
- Через район проходят 2 железнодорожных пути Санкт-Петербург Витебского отделения Октябрьской железной дороги:

1. Санкт-Петербург — Дно — (Киев, Минск, Псков, Кишинёв);
2. Великий Новгород — Батецкая — Луга.

- автомобильное шоссе Р47(Новгород — Луга)
- автомобильное шоссе Новгород — Шимск.

Автодороги имеют выход на автостраду Санкт-Петербург — Киев и на Прибалтику.

## Образование, культура и социальная сфера
В районе есть 10 общеобразовательных учреждений, в том числе 5 дошкольных; межпоселенческий центр культуры и досуга, межпоселенческая централизованная библиотечная система и детская музыкальная школа.
В 2007 году в п. Батецкий введен в эксплуатацию физкультурно-спортивный комплекс.

## Достопримечательности

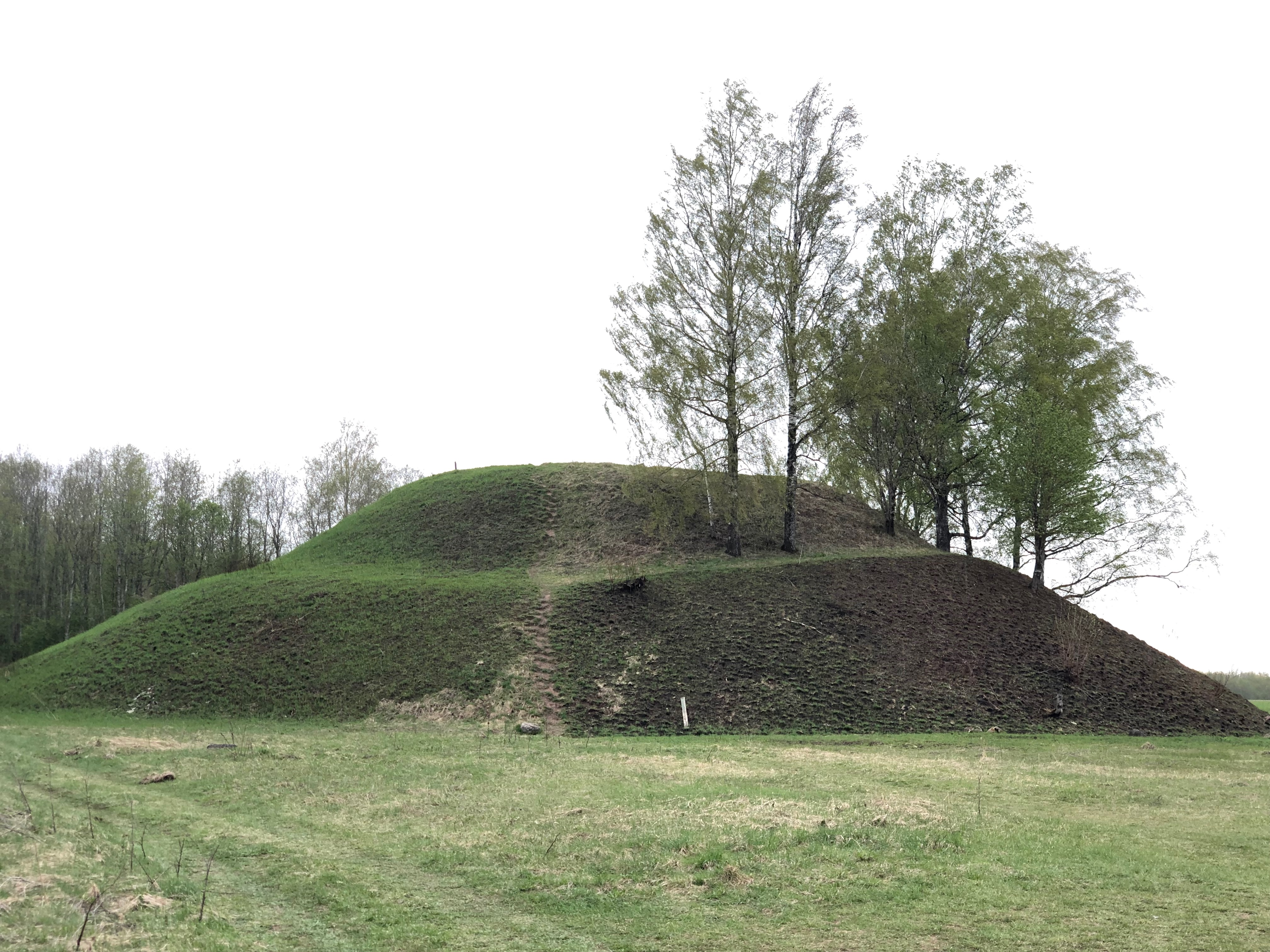
Шум гора

- Шум гораВблизи деревни Подгорье Батецкого района Новгородской области находится один из самых больших средневековых курганов Европы. Он называется «Шум-гора» и представляет собой двухуровневую земляную пирамиду[35].
- В самых верховьях Луги находится комплекс памятников в урочище Курская Гора, состоящий из небольшого городища и примыкавшего к нему селища. У деревни Кострони находится городище и кладбище-жальник, на реке Оредеж — городище Надбелье[36][37].